# Авария в энергосистеме в Индии (2012)

Тёмно-бордовым выделены штаты, где электричества не было 30 и 31 июля, более светлым — штаты, обесточенные 31 июля

Авария в энергосистеме 30 и 31 июля 2012 года в Индии — крупнейшая в истории авария в энергосистеме, в результате которой на несколько часов была отключена подача электроэнергии в 14 штатах Индии.
В результате временного отключения электроэнергии пострадало около половины населения Индии: свыше 620 миллионов человек, или 9 % населения планеты. Несколько десятков тысяч человек оказались заблокированы в остановившихся поездах метро Дели и лифтах, было нарушено железнодорожное сообщение и парализована работа многих коммерческих и государственных организаций. Около 200 шахтёров оказались заблокированы в шахтах.
Это не первая крупная авария в Индии с начала XXI века, до этого в результате отключения электроэнергии пострадало 8 штатов (230 млн чел.).
Столь крупные техногенные аварии свидетельствуют, что энергосети Индии перегружены до предела и не способны удовлетворять потребности быстрорастущего населения страны.